# Mendozit
Mendozit je sulfatni mineral iz skupine galunov s kemijsko formulo NaAl(SO4)2•11H2O. Mineral je hidrirana oblika natrijevega aluminijevega sulfata s kemijsko formulo NaAl(SO4)2•11H2O (natrijev galun).
Odkrili so ga v Argentini, verjetno v okolici San Juana, leta 1868. Natančna lokacija nahajališča ni znana. Ime je dobil po bližnjem mestu Mendoza. Mineral se nahaja v evaporitih. Nastal je verjetno z oksidacijo sulfidnih mineralov v prisotnosti glin. Je zelo dobro topen v vodi, zato se ga najde samo v suhih regijah. V ekstremno suhih pogojih izgubi del kristalne vode in se pretvori v mineral tamarugit (NaAl(SO4)2•6H2O).